# Parco nazionale di Nuuksio
Il parco nazionale di Nuuksio (in finlandese: Nuuksion kansallispuisto) è un parco nazionale della Finlandia, nella provincia della Finlandia meridionale. È stato istituito nel 1994 e occupa una superficie di 45 km².